# Hôpital Broca
O  Hôpital Broca é um hospital da Assistance publique – Hôpitaux de Paris (AP-HP) especializado em gerontologia clínica em 54-56 rue Pascal no 13.º arrondissement de Paris.
Deve seu nome a Paul Broca (1824–1880), um famoso cirurgião e antropólogo.
Foi fundada em 1832.